# Bad Zurzach
Bad Zurzach é uma comuna da Suíça, situada no distrito de Zurzach, no cantão de Argóvia. Tem 6,52 km² de área e sua população em 2018 foi estimada em 4.344 habitantes.

## História
O nome original da comuna era apenas "Zurzach". Em 2006, foi oficialmente alterado para "Bad Zurzach" em razão de seu status como estância termal reconhecida nacionalmente.
A região já era povoada na época romana e, durante a Idade Média, Zurzach se tornou um importante centro comercial e religioso.

## Turismo e termas
Bad Zurzach é amplamente conhecida por suas termas, que atraem visitantes de todo o país. A principal atração turística da cidade é o centro termal "Thermalbad Zurzach", que oferece piscinas aquecidas, saunas e áreas de spa com águas minerais terapêuticas.
A vila também conta com trilhas, passeios às margens do Rio Reno, e um centro histórico preservado.

## Cultura
Bad Zurzach realiza eventos culturais e feiras tradicionais ao longo do ano. A "Zurzacher Jahrmarkt", uma feira popular anual, é uma das mais antigas da região, datando da época medieval.

## Infraestrutura e transportes
A cidade é bem servida por transporte público, com ligações ferroviárias diretas para Zurique e outras cidades da Suíça. Além disso, há rotas de ônibus locais e travessias fluviais para visitantes vindos da Alemanha.